# Gardaseeberge

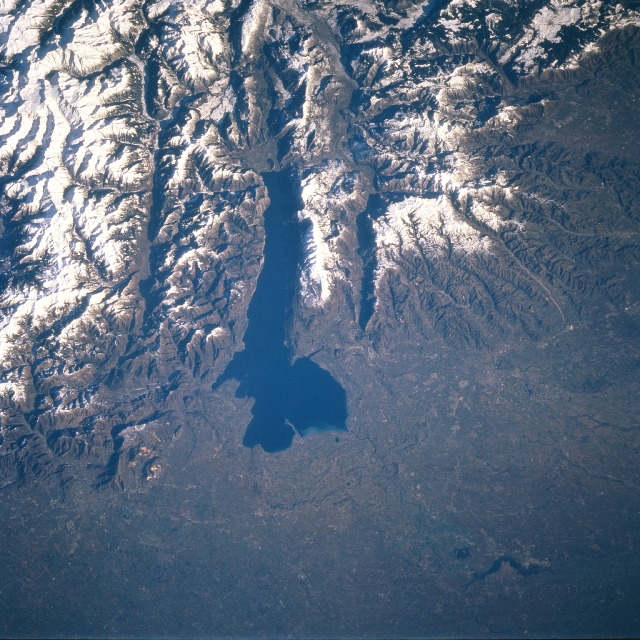
Satellitenbild Gardasee

Die Gardaseeberge (italienisch Prealpi Gardesane) sind eine Gebirgsgruppe der Südlichen Kalkalpen in Norditalien. Sie teilen sich administrativ auf die drei Regionen Lombardei, Venetien und Trentino-Südtirol mit den drei Provinzen Brescia im Westen, Verona im Osten und Trient im Norden auf.

## Umgrenzung und Landschaft

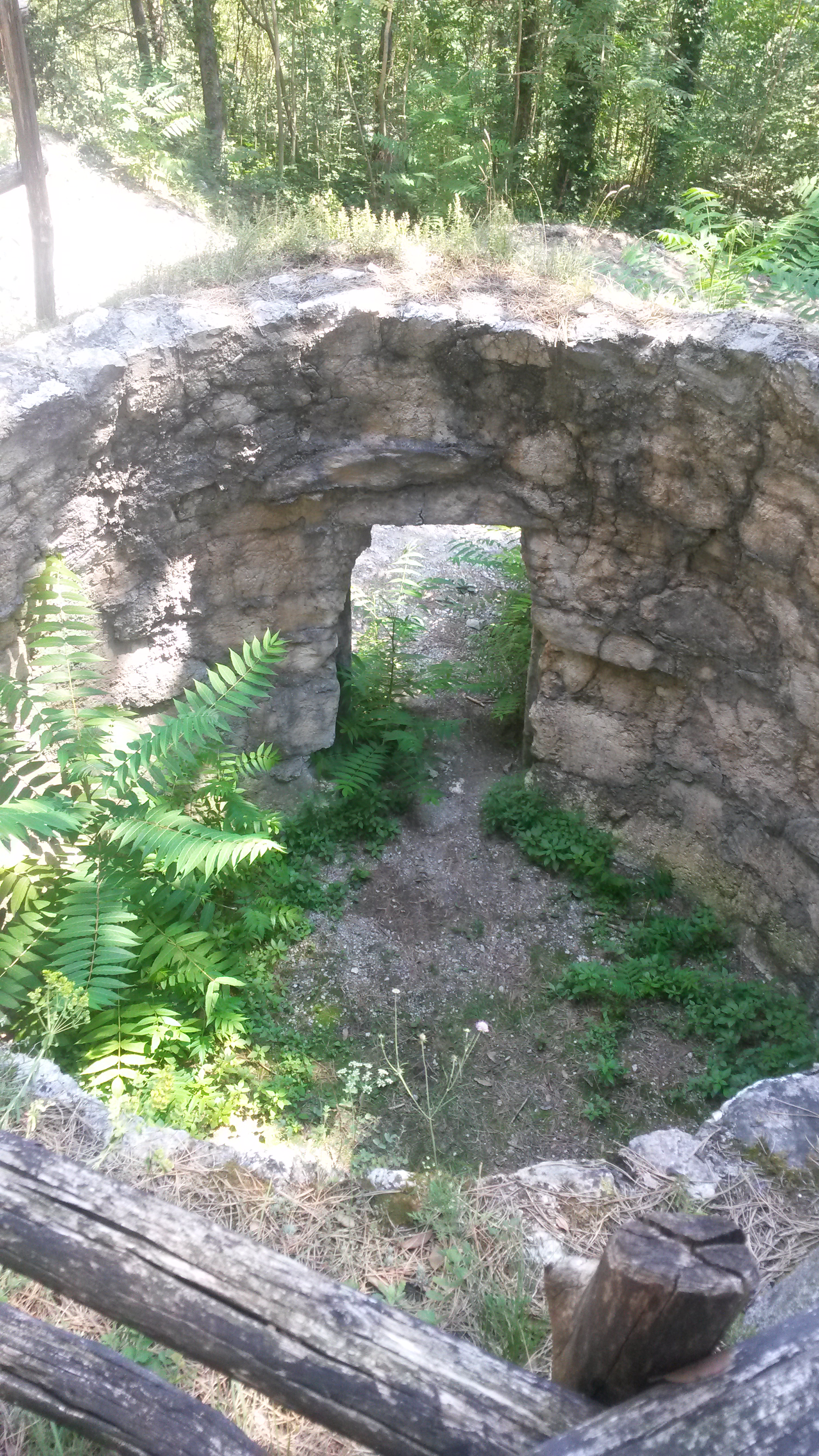
Überreste eines Kalkbrennofens bei Limone sul Garda (Italien)

Die weitläufigen Gardaseeberge werden im Süden durch die Po-Ebene und im Norden durch die Brenta, im Osten durch das Etschtal und im Westen durch das Valli Giudicarie begrenzt.
Die genaue Abgrenzung nach der Alpenvereinseinteilung der Ostalpen lautet:
Iseosee – Col di San Zeno – Val Trompia – Passo di Manivia – Bagolino – Storo – Tione – Vezzano – Trient – Etschtal – Verona – Brescia – Iseosee.
Der höchste Gipfel ist der Monte Cadria mit 2254 m s.l.m.
Die Gardaseeberge bestehen hauptsächlich aus Kalkstein und gehören noch zu den Kalkalpen. Das Brennen von Kalk war früher ein wichtiger Erwerbszweig. Daran erinnern noch einige Überreste von Kalkbrennöfen.
Das Klima der Gardaseeberge ist durch die südliche Lage und den Einfluss des Mittelmeers sehr mild. Im Sarcatal und am Ufer des Gardasees fällt selten Schnee, und im Frühjahr und Herbst werden oft Temperaturen zwischen 15 und 20° Celsius gemessen. Die Gardaseeberge weisen keine Vergletscherungen auf und bieten nur wenige Skigebiete. Alpinistisches Zentrum der Gardaseeberge ist die Stadt Arco. In der Umgebung von Arco befinden sich unzählige Sportklettergebiete.
Der Gardasee und seine umliegenden Berge sind ein beliebtes Ziel für Wassersportler, Mountainbiker, Wanderer, Kletterer und Klettersteiggeher.
Im Bereich der Gardaseeberge liegen zwei Naturparks, der Parco Alto Garda Bresciano westlich und der Parco naturale locale del Monte Baldo östlich des Gardasees.

## Seen
- Lago d’Ampola
- Lago di Cavedine
- Cei-See
- Gardasee
- Ledrosee
- Lago di Loppio
- Lago di Prà della Stua
- Tennosee
- Tobliner See
- Lago di Valvestino

## Täler

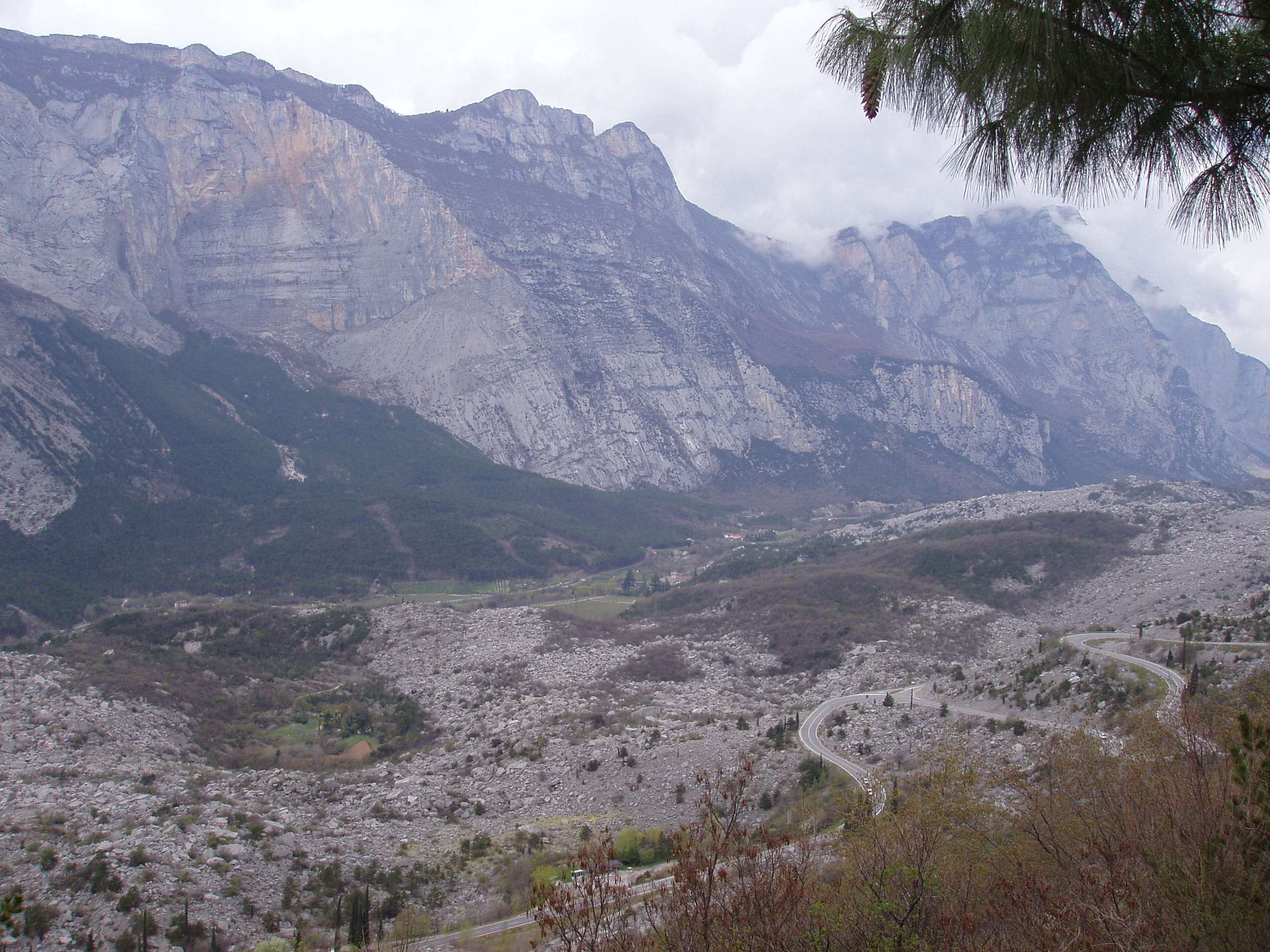
Das Sarchetal mit dem Vendresi Steilabbruch und den Marocche di Dro

- Val d’Ampola
- Valle di Cavedine
- Valle di Concei
- Valle dei Laghi
- Val di Ledro
- Valle Toscolano
- Valle di Vesta

## Bedeutende Gipfel
- Monte Cadria, 2254 m s.l.m.
- Cima Valdritta, 2218 m s.l.m.
- Punta Telegrafo, 2200 m s.l.m.
- Monte Bondone, 2180 m s.l.m.
- Dosso della Torta, 2156 m s.l.m.

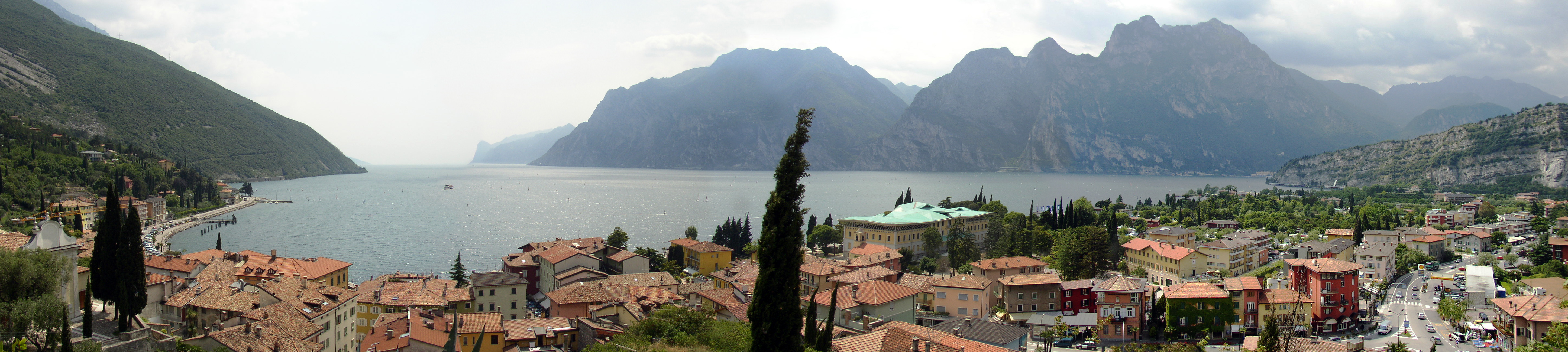
Blick von Nago-Torbole gen Süden. Am linken Seeufer die Flanken des Monte Altissimo di Nago, rechts das Massiv der Rocchetta und der Cima Nara.

- Monte Altissimo di Nago, 2079 m s.l.m.
- Monte Tofino, 2151 m s.l.m.
- Monte Stivo, 2059 m s.l.m.
- Cima Pari, 1991 m s.l.m.
- Monte Caplone, 1976 m s.l.m.
- Monte Tremalzo, 1974 m s.l.m.
- Cima d’Oro, 1802 m s.l.m.
- Monte Corno, 1731 m s.l.m.
- Monte Casale, 1632 m s.l.m.
- Monte Carone,[3] 1621 m s.l.m.
- Monte Pizzocolo, 1581 m s.l.m.
- Cima Rocca, 1089 m s.l.m.
- Monte Bestone, 917 m s.l.m.
- Cima Capi, 909 m s.l.m.
- Punta Larici, 907 m s.l.m.
- Monte Cas, 779 m s.l.m.

## Klettersteige

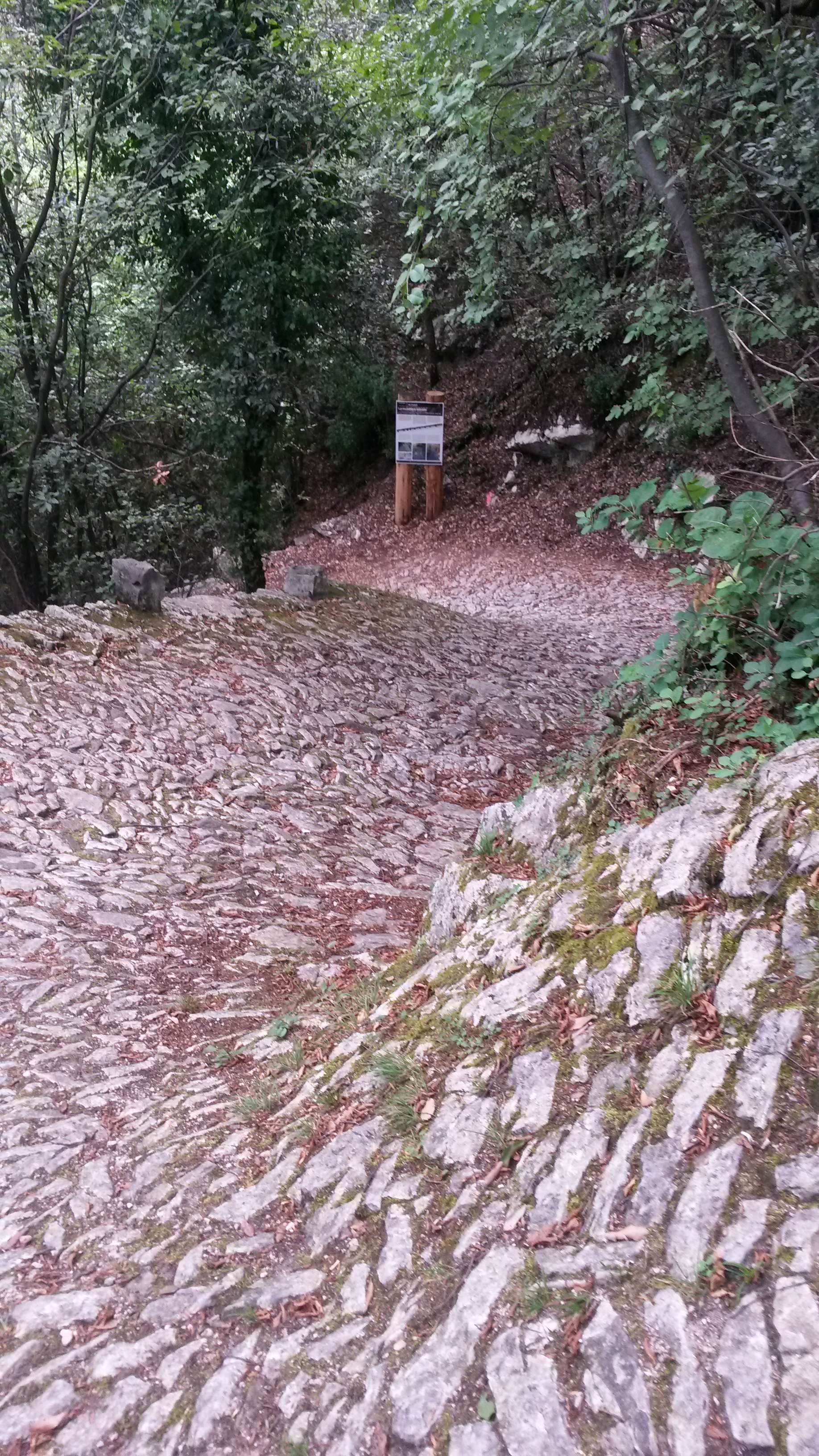
Mit Kalkstein gepflasterter Saumweg (Mulattiera) oberhalb von Malcesine

- Ferrata Che Guevara (Monte Casale)
- Ferrata Monte Albano (Mori)
- Ferrata Torrente Sallagoni (Drena)
- Ferrata Via dell'Amicizia (Cima Sat, 1245 m – Riva del Garda)
- Sentiero attrezzato del Colodri (Cima Colodri – Arco)
- Sentiero attrezzato Fausto Susatti (Cima Capi) – Ledro (Biacesa)
- Sentiero attrezzato Gerardo Sega (Malga Cola – Avio)
- Via ferrata Rino Pisetta (Dain Picol, 971 m – Madruzzo (Trentino))

## Schutzhütten

### In der Provinz Trient
- Rifugio Altissimo Damiano Chiesa, 2060 m
- Rifugio Stivo, 2012 m
- Rifugio Pernici, 1600 m
- Rifugio Don Zio, 1590 m
- Rifugio Malga Campei, 1560 m
- Rifugio San Pietro, 976 m
- Bivacco Francesco Arcioni, 858 m

### In der Provinz Verona
- Rifugio Chierego, 1918 m
- Rifugio Fiori del Baldo, 1850 m
- Rifugio Telegrafo, 2060 m

### In der Provinz Brescia
- Rifugio Blachì 2, 1615 m
- Rifugio Campei de Sima, 1017 m
- Rifugio Larice Tomassi, 1615 m
- Rifugio Monte Stino, 1400 m
- Rifugio Nàsego, 1300 m
- Rifugio Rosa Baremone, 1425 m
- Rifugio Passo Cavallino, 1090 m
- Rifugio Pirlo, 1116 m
- Rifugio Scoiattolo, 1285 m